# Анамари Веленшек
Анамари Веленшек (словен. Anamari Velenšek; Цеље, 15. мај 1991) словеначка је џудисткиња. Највећи успех у досадашњој каријери јој је освајање бронзане медаље на Олимпијским играма 2016. у Рио де Жанеиру. На Светским првенствима освојила је бронзану медаљу 2014. и сребрну 2015.